# Levada dos Cedros

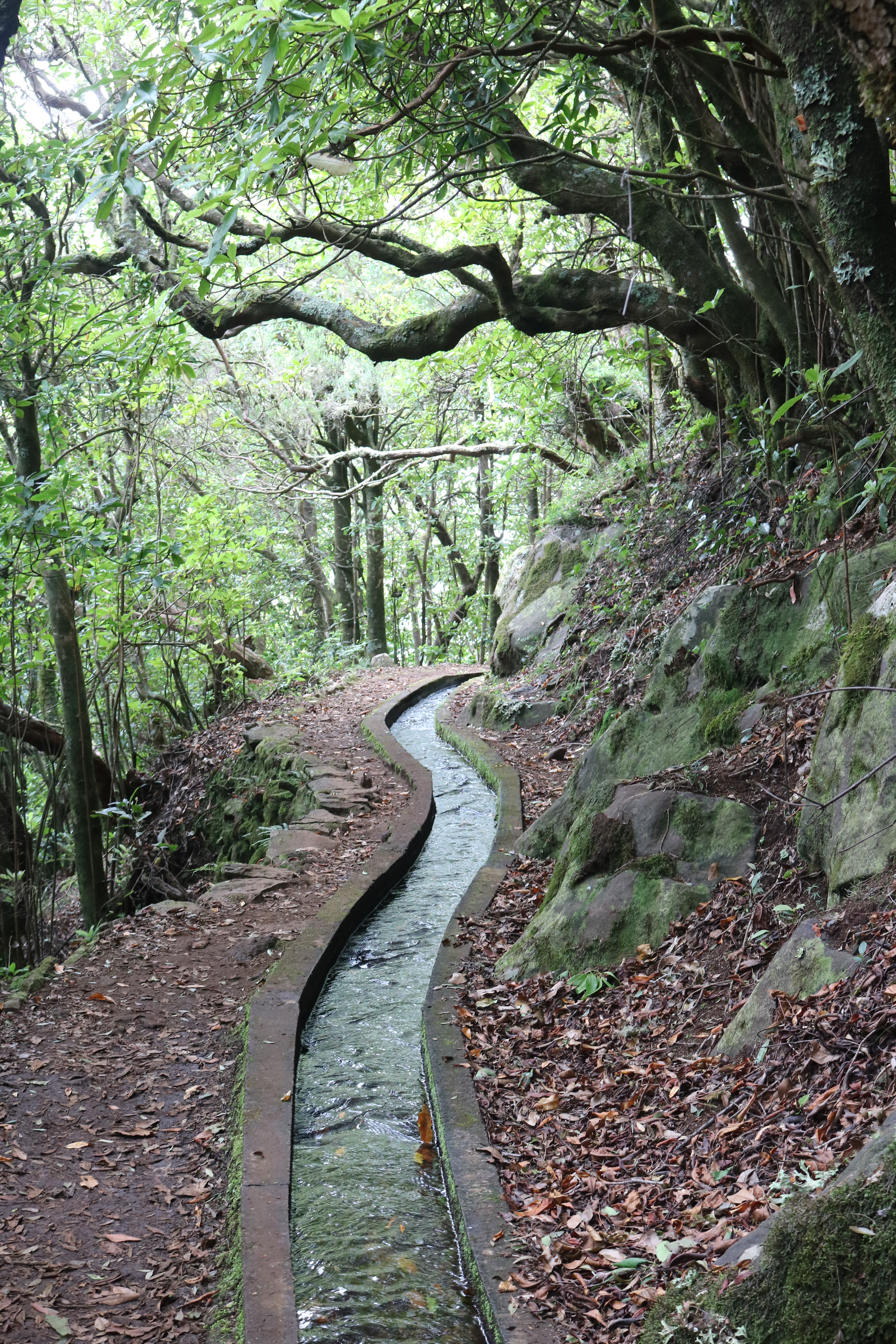
Verlauf der Levada dos Cedros

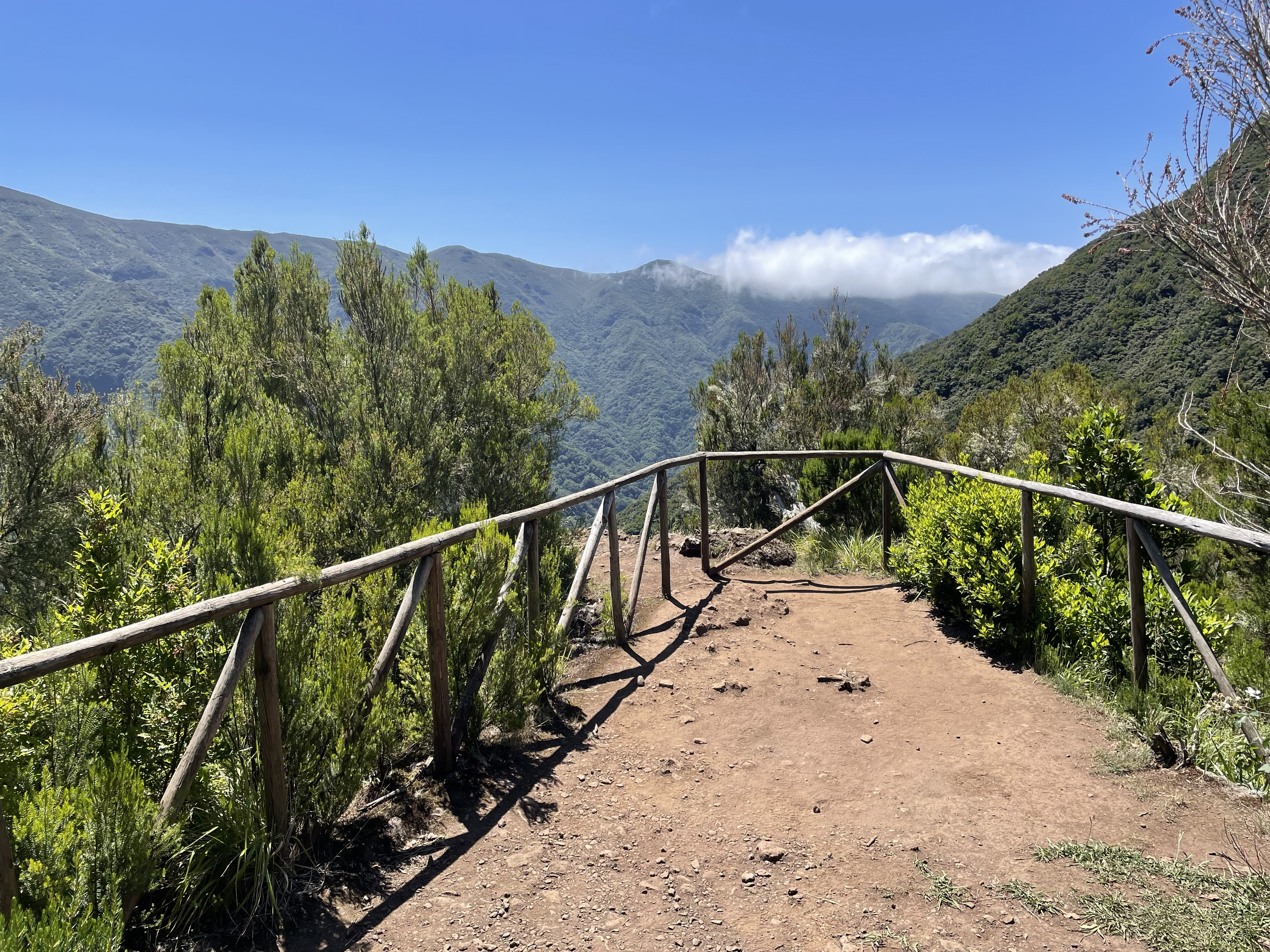
Aussichtsplattform über dem Tal der Ribeira da Janela

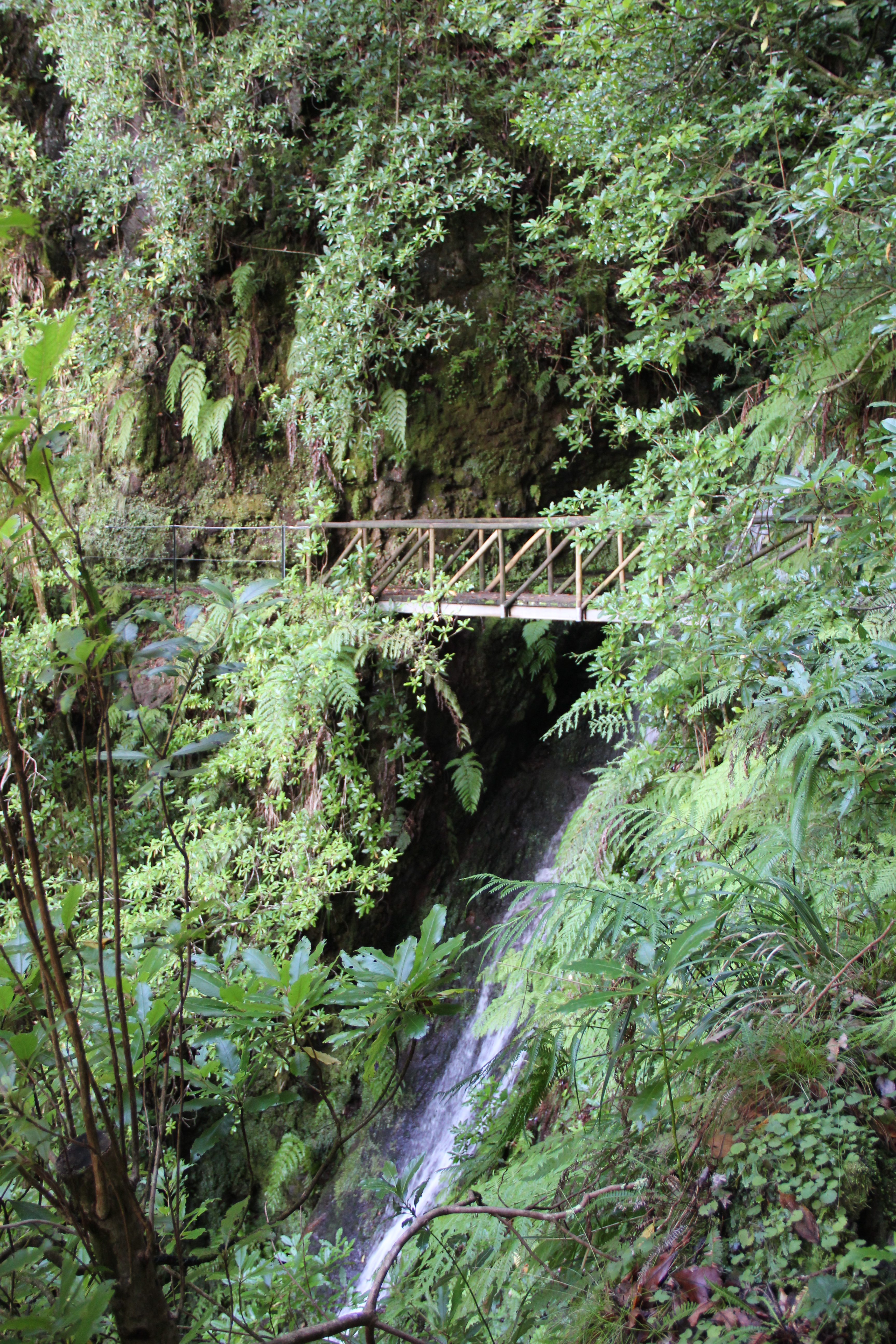
Holzsteg im Lorbeerwald

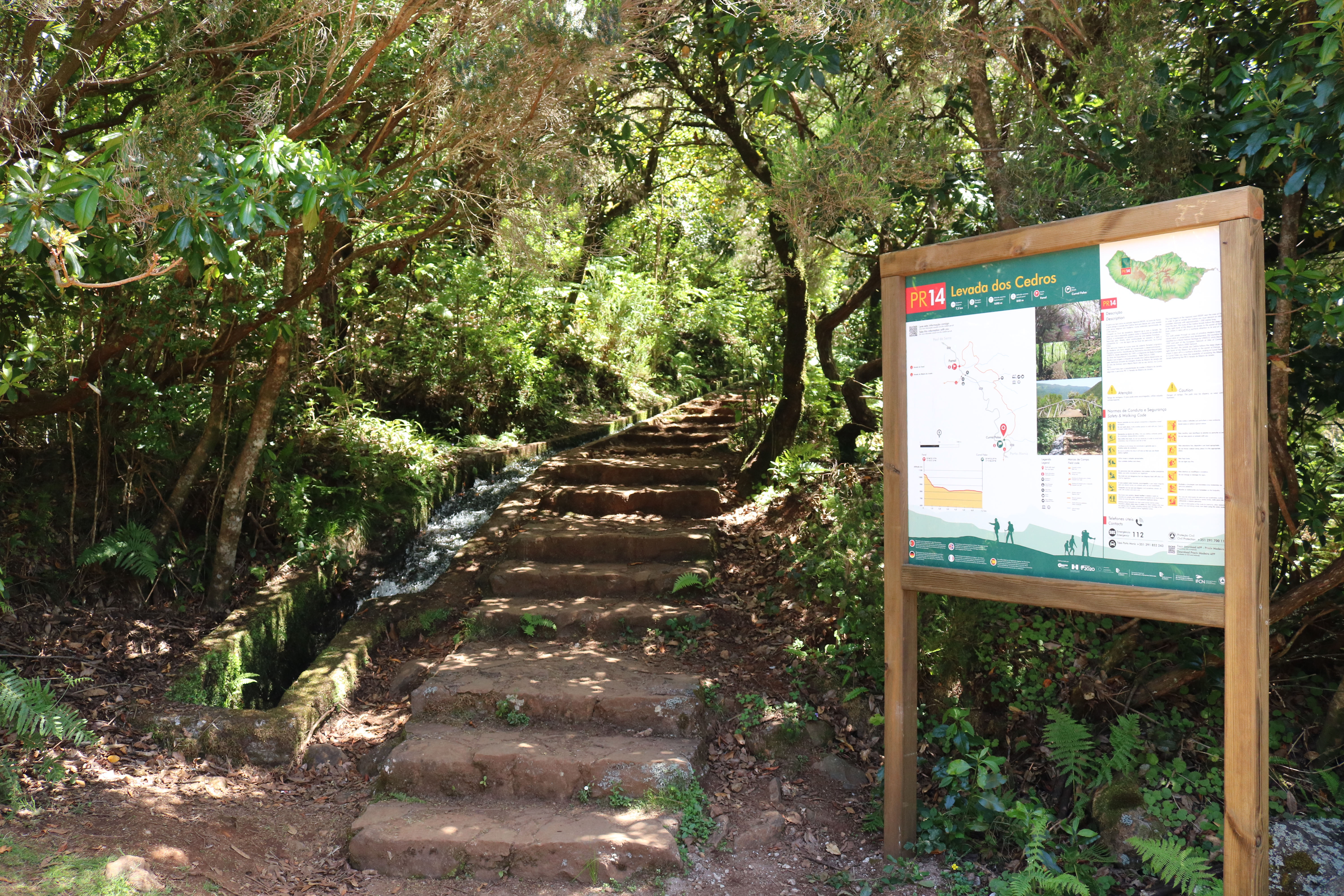
Wandertafel in Curral Falso

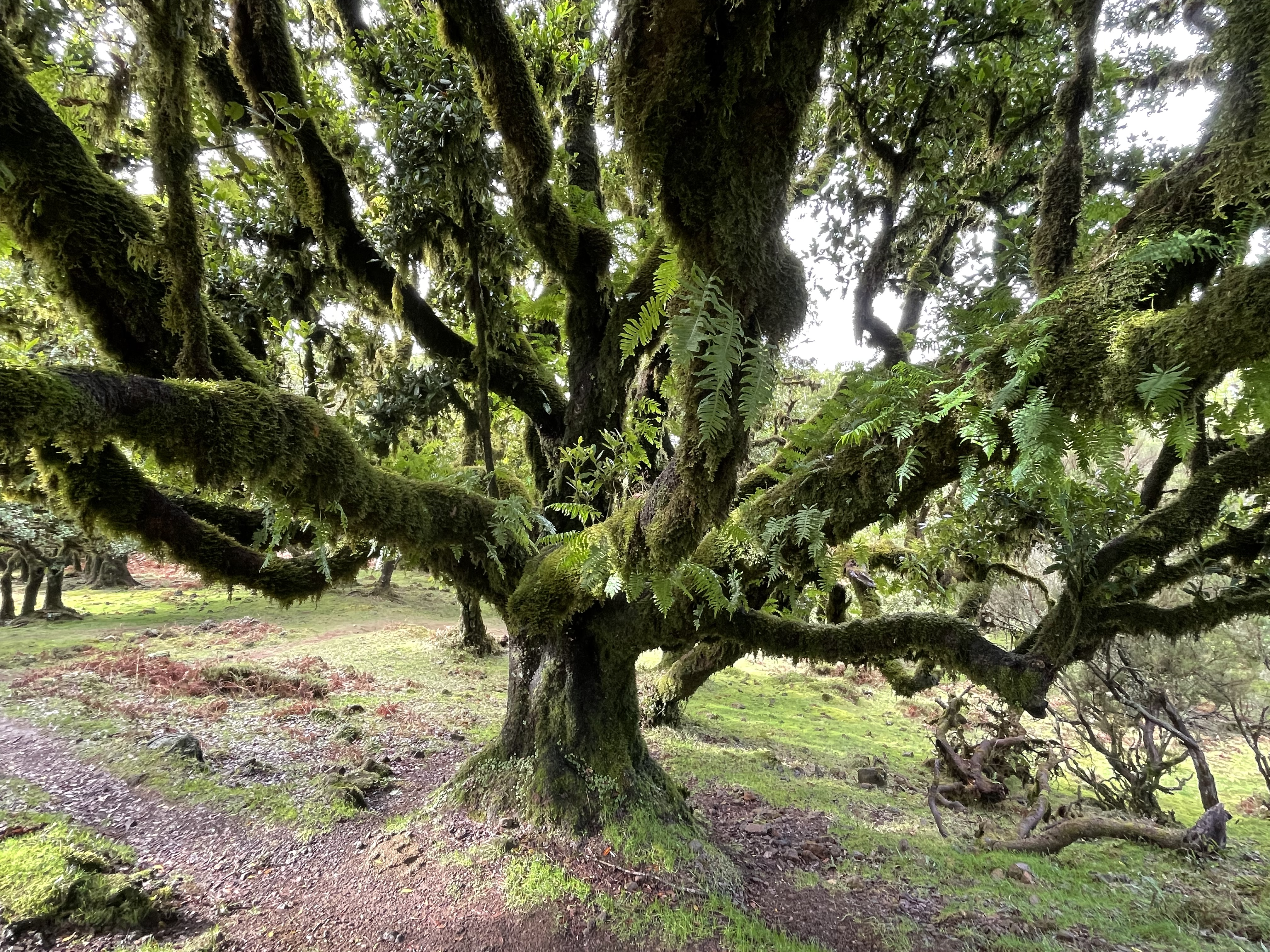
Stinkender Lorbeer in Fanal

Die Levada dos Cedros (portugiesisch für: Zedernlevada) ist ein Bewässerungskanal auf der portugiesischen Atlantikinsel Madeira auf dem Gebiet der Gemeinde Porto Moniz. Die Wanderung entlang des Wasserlaufs gehört zum ausgeschilderten Wegenetz der Wanderwege Madeiras, sie führt durch einen als UNESCO-Welterbe ausgewiesenen dichten Lorbeerwald.
Die Levada über dem Tal von Ribeira da Janela wurde 1964 zur Bewässerung der terrassierten Felder an der Nordwestküste der Insel angelegt, sie ersetzte einen bis ins 17. Jahrhundert zurückreichenden Vorgängerbau.

## Zugang und Verlauf der Levada
An der Landstraße ER 209, die Porto Moniz mit dem Hochplateau von Paul da Serra verbindet, befinden sich zwei Zugänge zur Levada dos Cedros. Der gängigere davon liegt ca. 400 m südlich von dem Posto Florestal Fanal (Forsthaus Fanal) an einer kleinen Parkausbuchtung etwa 1090 Meter über dem Meer. Die Region Fanal ist nicht besiedelt, es gibt keine öffentliche Busanbindung.
Die 7,2 km lange Strecke ist als PR 14 ausgeschildert. Nach halbstündigem Abstieg  auf einem  gestuftem Wanderpfad trifft man auf den nur etwa 50 cm breiten Levadakanal, dem in nordöstlicher Richtung gefolgt wird (die Quelle der Levada befindet sich wenige Schritte entfernt in südwestlicher Richtung). Der schmale Wartungspfad neben der Levada ist mit Seilzäunen gut gesichert, in der Region immer wieder vorkommende Erdrutsche können den Weg jedoch mitunter beeinträchtigen.
Nach insgesamt 2½ Stunden Gehzeit wird in Curral Falso wieder die ER 209 erreicht (alternativer Einstieg).
Je nach Gusto kann von Curral Falso auf dem nunmehr als PR 15 ausgeschilderten Wanderweg in den Ort Ribeira da Janela abgestiegen werden.

## Sehenswertes
Fanal ist für seinen lichten Wald aus Stinkendem Lorbeer (Ocotea foetens) berühmt. Die Lorbeerbaumart kommt nur auf den Kanarischen Inseln und Madeira vor, besonders prächtige Exemplare stehen unmittelbar neben dem Forsthaus Fanal.